# Michael J. McGivney
Blahoslavený Michael Joseph McGivney (12. srpna 1852, Waterbury, Connecticut, USA – 14. srpna 1890, Thomaston) byl americký římskokatolický kněz a zakladatel asociace Kolumbových rytířů.

## Beatifikace
Kauza jeho svatořečení byla zahájena v hartfordské arcidiecézi roku 1996, v březnu 2008 jej papež Benedikt XVI. prohlásil za ctihodného. Papež František 27. května 2020 vydal dekret o uznání zázraku na jeho přímluvu, čímž povolil jeho beatifikaci. Beatifikační slavnost se odehrála v Hartfordu dne 31. října 2020, kde jí v místní katedrále sv. Josefa předsedal kardinál Joseph William Tobin pověřený papežem .